# Anepsion rhomboides
Anepsion rhomboides là một loài nhện trong họ Araneidae.
Loài này thuộc chi Anepsion. Anepsion rhomboides được Ludwig Carl Christian Koch miêu tả năm 1867.